# Elizabeth Ann Beard
Elizabeth Ann Beard (conocida como Betsy Beard; Baltimore, 16 de septiembre de 1961) es una deportista estadounidense que compitió en remo como timonel.
Participó en dos Juegos Olímpicos de Verano en los años 1984 y 1988, obteniendo una medalla de oro en Los Ángeles 1984 en la prueba de ocho con timonel. Ganó una medalla de plata en el Campeonato Mundial de Remo de 1987.

## Palmarés internacional
| Juegos Olímpicos   | Juegos Olímpicos             | Juegos Olímpicos | Juegos Olímpicos |
| Año                | Lugar                        | Medalla          | Prueba           |
| ------------------ | ---------------------------- | ---------------- | ---------------- |
| 1984               | Los Ángeles (Estados Unidos) | Medalla de oro   | Ocho con timonel |
| Campeonato Mundial |                              |                  |                  |
| Año                | Lugar                        | Medalla          | Prueba           |
| 1987               | Copenhague (Dinamarca)       | Medalla de plata | Ocho con timonel |